# Бреда (компанија)
Бреда (итал. Società Italiana Ernesto Breda), бивши италијански концерн, произвођач оружја и авиона, основан 1886. Обухватао је више предузећа у Милану, Риму, Бреши и другим местима у периоду 1886-2001.

## Историја
Основана 1886, компанија је добила име по оснивачу, италијанском инжињеру Ернесту Бреди. У почетку је производила локомотиве, вагоне и пољопривредне машине.

### Главни италијански произвођач оружја
У Првом светском рату компанија Бреда постала је основни произвођач наоружања за италијанску војску: производила је муницију, артиљеријска оруђа, торпеда, авионе, авионске моторе, пумпе, акумулаторе. После Првог светског рата специјализовала се за производњу аутоматског оружја малог калибра: митраљеза 7,9 и 8 мм, противавионских топова 20 мм и противтенковских топова 47 мм. Топове 20 мм имале су у наоружању током Другог светског рата војске Италије, Југославије и Румуније.

### После Другог светског рата
После Другог светског рата производила је локомотиве (парне, ечектричне и моторне), моторна возила, електричне централе, уређаје за рафинерије нафте, машине за хемијску индустрију, пољопривредне машине, ловачко оружје, специјалне челике, а уз то и пешадијску и артиљеријску муницију и ратни материјал.